# Prosopocera francoisiana
Prosopocera francoisiana es una especie de escarabajo longicornio del género Prosopocera, categorizada en la tribu Prosopocerini, de la subfamilia Lamiinae. Fue descrita por Lepesme en 1948.

## Descripción
Mide 30 mm de longitud.

## Distribución
Se distribuye por República Democrática del Congo.